# جون لايت آتلي
جون لايت آتلي (بالإنجليزية: John Light Atlee)‏ هو جراح أمريكي، ولد في 2 نوفمبر 1799 في لانكستر في الولايات المتحدة، وتوفي بنفس المكان في 1 أكتوبر 1885.